# Hypena cowani
Hypena cowani là một loài bướm đêm trong họ Erebidae.